# Ćaić
Ćaić (Čaić) je naseljeno mjesto u gradu Livnu u Federaciji Bosne i Hercegovine u Bosni i Hercegovini.

## Zemljopis
Nalazi se na uz zapadni rub središnje trećine Livanjskog polja.
Sjeverozapadno uz rub Livanjskog polja nalaze se Odžak, Lištani, Gornji Rujani i Donji Rujani, sjeverno su Jaruga i Lusnić, sjeveroistočno Ljubunčić i Žirović, istočno-sjeveroistočno Prisap, istočno su potok Bistrica i kanal Foša, a jugoistočno Prolog i Grborezi.

## Stanovništvo

### 1991.
Nacionalni sastav stanovništva 1991. godine bio je sljedeći:
ukupno: 367
- Hrvati – 360
- ostali, neopredijeljeni i nepoznato – 7

### 2013.
Nacionalni sastav stanovništva 2013. godine bio je sljedeći:
ukupno: 315
- Hrvati – 315